# Sara Lumholdt
Sara Helena Lumholdt (Stoccolma, 25 ottobre 1984) è una cantante svedese, ex membro del gruppo A*Teens.

## Carriera
Nel 1998 sigla un contratto discografico con la Stockholm Records (parte della Universal Music Group) e diventa membro del quartetto A-Teens. Nel 1999 il gruppo esordisce con il singolo Mamma Mia, cover degli ABBA. Il primo disco The ABBA Generation, viene pubblicato nel 2000 e vende circa 4 milioni di copie.
Nel 2004 il gruppo si scioglie.
Nel settembre 2005 la Lumholdt prende parte alla colonna sonora del videogioco Burnout Revenge (edizione svedese).
Nel marzo 2007 pubblica una cover del brano Physical di Olivia Newton-John.
Nel 2011 partecipa al Melodifestivalen 2011 con la canzone Enemy.
Nel 2012 diventa conduttrice dell'"aftershow" di X Factor in Svezia.